# Severo Ochoa: La conquista de un Nobel
Severo Ochoa: La conquista de un Nobel és una minisèrie espanyola de l'any 2001 dirigida pel cineasta colombià Sergio Cabrera. Tracta sobre la vida de Severo Ochoa, científic espanyol que en 1959 va ser guardonat amb el Premi Nobel de Fisiologia o Medicina.

## Sinopsi
L'amor de Severo Ochoa (Imanol Arias) per la recerca i la medicina va començar de molt jove, igual que el seu amor per la que després seria la seva dona, Carmen García Cobián (Ana Duato). Des de la seva infantesa a les platges de Luarca assistim al periple del científic asturià per diferents països del món: el treball i la vida alegre a Madrid, la proclamació de la Segona República Espanyola, la Guerra Civil, l'exili de la parella a conseqüència de la guerra, els seus anys a l'Alemanya nazi, on Severo va presenciar doloroses persecucions a companys jueus, i la seva arribada a Nova York, on finalment aconseguiria el Nobel de Medicina.

## Repartiment
- Imanol Arias...	 Severo Ochoa
- Ana Duato...	 Carmen Covián
- Daniel Guzmán...	 Severo Ochoa jove
- Maite Pastor ...	 Carmen Covián jove
- Juli Cantó ...	 Díaz Vega
- Ximo Solano 	...	 Díaz Vega jove
- Joan Gadea 	... Juan Negrín
- Cristina Perales ...	 Sandra Oberón
- Albert Forner 	...	 Meyerhof
- Pilar Almería ...	 Gertrud
- Juan Gea ...	 Kornberg
- Guillermo Montesinos 	...	 Mort Schneider

## Comentaris
Imanol i Ana han arribat a ser la parella televisiva de moda, gràcies a la sèrie Cuéntame. Arturo Valls fa el seu primer paper interpretant a l'excèntric pintor Dalí.

## Premis
- Fotogramas de Plata 2001 al millor actor a Imanol Arias[2]
- Fotogramas de Plata 2001 a la millor actriu a Ana Duato
- També fou nominada als Premis ATV 2001 (interpretació masculina i femenina)